# 8911 Kawaguchijun
8911 Kawaguchijun è un asteroide della fascia principale. Scoperto nel 1995, presenta un'orbita caratterizzata da un semiasse maggiore pari a 3,0105360 UA e da un'eccentricità di 0,0514447, inclinata di 7,48986° rispetto all'eclittica.